# Maureen Colquhoun
Maureen Morfydd Colquhoun (12 de agosto de 1928-2 de febrero de 2021) fue una economista británica y política del Partido Laborista. Fue la primera diputada británica abiertamente lesbiana.

## Biografía
Maureen Morfydd Smith nació el 12 de agosto de 1928, se crio en un hogar políticamente activo y se educó en una escuela de convento en Eastbourne, East Sussex, y una escuela comercial en Brighton, luego en la London School of Economics y más tarde trabajó como asistente de investigación literaria. Se unió al Partido Laborista en su adolescencia.
Colquhoun impugnó a Tonbridge en las elecciones generales de 1970. Se desempeñó como concejal en Shoreham, West Sussex, de 1971 a 1974. La única concejala de Shoreham en ese momento, los opositores conservadores le impidieron sentarse en cualquiera de los comités de la autoridad. En enero de 1970, se anuló una decisión del Consejo del Distrito Urbano de Shoreham de impedirle nombrarla como directora de escuela primaria, gobernadora de escuela y miembro del comité de biblioteca, con el argumento de que hablaba demasiado.

## Trayectoria
Colquhoun fue elegido miembro del Parlamento (MP) de Northampton North en las elecciones generales de febrero de 1974, e identificado con el Tribune Group, y se desempeñó como tesorero del grupo. Argumentando a favor de las guarderías para las delegadas en la conferencia laborista del año siguiente, dijo en octubre de 1975: "Es indignante que tengamos que pedir esto. El Partido Laborista solo habla de boquilla para el Día Internacional de la Mujer ... las mujeres se ven disuadidas de venir porque no hay provisiones para sus bebés. A las que sí lo hacen, ni siquiera se les permite llevar a sus niños pequeños a la galería".
En 1975 presentó el proyecto de ley sobre el equilibrio de los sexos con el objetivo de exigir a hombres y mujeres en los organismos públicos en igual número. Había identificado 4.500 puestos de trabajo designados por ministros y 174 organismos públicos que eran casi en su totalidad masculinos. En su discurso de presentación de la segunda lectura del proyecto de ley, elogió los cambios que se habían realizado en el proceso de nominaciones para la 'lista central' de la cual se podrían seleccionar candidatos para los organismos gubernamentales, aunque dudaba que fuera lo suficientemente amplio como para fomentar las solicitudes de todos los ámbitos de la sociedad. El proyecto de ley no se convirtió en ley.
En 1976, Colquhoun estaba entre los nueve parlamentarios laboristas que defendían en una carta al Times una "política alternativa" sobre Irlanda del Norte, incluida la retirada de las tropas británicas del país. Obtuvo una respuesta negativa de los miembros de su partido electoral, en un área con una población no blanca significativa, por parecer defender a Enoch Powell en enero de 1977. "Estoy concluyendo rápidamente", dijo, "que el Sr. Powell, a quien Siempre había creído que era racista antes de que entrara en la Cámara de los Comunes, no lo es ”. Ella pensó que a veces estaba mal que los miembros de su partido dejaran de escuchar lo que él decía, y que "los verdaderos fantasmas están en el Partido Laborista" que no mejoran las condiciones de la gente en los barrios pobres multirraciales. En febrero de 1977, lamentó los comentarios que había hecho a su partido electoral, retiró cualquier sugerencia de que apoyara las opiniones de Powell y afirmó su apoyo a una sociedad multirracial.
En 1979, introdujo el Proyecto de Ley de Protección de las Prostitutas en la Cámara de los Comunes, apareciendo con 50 prostitutas para hacer campaña por la despenalización de la prostitución.

## Últimos años y muerte
Después de la derrota de Colquhoun como diputada, trabajó como asistente de otros diputados laboristas en la Cámara de los Comunes, y fue elegida miembro del consejo municipal de Hackney London, sirviendo como miembro del consejo de 1982 a 1990. Se divorció de su marido en 1980. Babs Todd todavía era su pareja en la muerte de Todd el 13 de febrero de 2020.
Colquhoun se mudó al Distrito de los Lagos, donde fue miembro de la Autoridad del parque nacional del Distrito de los Lagos entre 1998 y 2006. Durante ese tiempo, hizo campaña por los límites de velocidad en el lago Windermere y argumentó que los miembros de la autoridad del parque deberían revelar su pertenencia a los masones. Colquhoun también se desempeñó como consejera parroquial en el Concejo Parroquial de Lakes en el distrito de Ambleside hasta mayo de 2015, cuando fue destituida en las elecciones de ese año. Su autobiografía, Woman in the House, se publicó en 1980.